# Гимн Таджикской ССР
Государственный гимн Таджикской Советской Социалистической Республики (тадж. Гимни Республикаи Советии Сотсиалистии Тоҷикистон) — государственный гимн Таджикской Советской Социалистической Республики в 1946—1994 годах.

## Текст

### Оригинальная версия
| На таджикском языке Чу дасти рус мадад намуд, бародарии халқи совет устувор шуд, ситораи ҳаёти мо шарорабор шуд. Гузаштаҳои пурифтихори мо ба ҷилва омаданду дар диёри мо, диёри мо Мустақил давлати тоҷикон барқарор шуд. Ба ҳоли таб даруни шаб Садои раъди давъати Ленин ба мо расид Зи барқи байрақаш сиёҳии ситам парид Саодати ҷовидон дар ин замин Дар ин замон ба мо расид аз(и) Сталин аз(и) Сталин Марду озода моро чунин ӯ бипарварид. Ба расми мо, зи насли мо Касе намедихад амон бо хасми беҳаё. Аз иттиҳоди совети намешавад ҷудо Ягонагиро ба худ сипар кунем, Ба душманон ҳамеша мо зафар кунем зафар кунем, Зинда бод мулки мо, насли мо, иттиҳоди мо. | Русский перевод Руси рука на все века В семью могучую слила советский весь народ. Над нами новая судьба в лучах зари встаёт. Мы древней доблестью вновь сердца зажгли, Повсюду слава гремит родной земли, родной земли. В государстве таджикском таджик воле гимн поёт. Под игом тьмы томились мы. Но грянул громом благодатным Ленина призыв, Багряной молнией сверкнуло знамя, тьму пронзив. Счастливый день, вольный труд, стальную мощь Несёт нам Сталин родной, любимый вождь, любимый вождь. Как отец, нас растил он, в трудах, в битвах закалив. Велим сынам, подобно нам, Рукою грозною разить бесчестный вражий строй И верность вечную хранить семье своей большой. Единство стало щитом нам боевым. Во всех сраженьях врагов мы победим, мы победим. Век живи, милый край, век живи, наш Союз родной! |

### Послесталинская версия
| Запись кириллицей Чу дасти рус мадад намуд, бародарии халқи совет устувор шуд, ситораи ҳаёти мо шарорабор шуд. Гузаштаҳои пурифтихори мо ба ҷилва омаданду дар диёри мо, диёри мо Мустақил давлати тоҷикон барқарор шуд. Ба ҳоли таб даруни шаб Садои раъди давлати Ленин фаро расид Зи барқи байрақаш сиёҳии ситам парид Саодати ҷовидон дар ин замин Зи партия ба мо расид, ба партия сад офарин Марду озода моро чунин ӯ бипарварид. Шиори мо диҳад садо: Баробарӣ, бародарӣ миёни халқи мо. Зи хонадони мо касе намешавад ҷудо, Ягонагиро ба худ сипар кунем Ба сӯи фатҳи коммунизм сафар кунем, сафар кунем, Зинда бод мулки мо, халқи мо, Иттиҳоди мо. | Русский перевод Руси рука на все века В семью могучую слила советский весь народ. Над нами новая судьба в лучах зари встаёт. Мы древней доблестью вновь сердца зажгли, Повсюду слава гремит родной земли, родной земли. В государстве таджикском таджик воле гимн поёт. Под игом тьмы томились мы. Но грянул громом благодатным Ленина призыв, Багряной молнией сверкнуло знамя, тьму пронзив. Счастливый день, вольный труд, стальную мощь Нам партия несёт, ей – сотни благословений! Нас растила она, в трудах и в битвах закалив. Велим сынам, подобно нам, Крепить народов братство, наш святой советский строй, И верность вечную хранить семье своей большой. Единство стало нам вековым щитом. И коммунизм на земле мы возведём, мы возведём. Век живи, милый край, век живи, наш Союз родной! | Запись арабским письмом ،چو دست روس مدد نمود ،برادری خلق سُوِت استوار شد .ستاره حیات ما شراره‌بار شد گذشته‌های پرافتخار ما به جلوه آمدند و در دیار ما، دیار ما .مستقل دولت تاجیکان برقرار شد به حال تب درون شب صدای رعد دعوت لنین فرا رسید ز برق بیرقش سیاهی ستم پرید سعادت جاودان در این زمین ز پارتیا به ما رسید، به پارتیا صد آفرین .مرد و آزاده ما را چنین او بپرورید شعار ما دهد صدا .برابری، برادری میان خلق ما ،ز خاندان ما كسی نمی‌شود جدا يگانگی را به خود سپر كنیم ،به سوی فتح كمونیزم سفر كنیم، سفر كنیم .زنده باد ملک ما، خلق ما، اتحاد ما |